# 비즈니스 어페어
비즈니스 어페어(A Business Affair)는 스페인에서 제작된 샤롯 브랜드스트롬 감독의 1994년 영화이다. 크리스토퍼 월켄 등이 주연으로 출연하였고 다비너 벨링 등이 제작에 참여하였다.

## 출연

### 주연
- 크리스토퍼 월켄
- 캐롤 부케

### 조연
- 조나단 프라이스
- 쉴라 핸콕
- 애너 마나핸
- 페르난도 길리언 쿠에르보
- 톰 윌킨슨

## 제작진
- 라인프로듀서: 올리비아 스튜어트
- 미술: 소피 베셔
- 의상: 톰 랜드